# Moyse Garrigue (der Ältere)
Moyse Garrigue (der Ältere) (* 1663 in Mazamet; † 8. Oktober 1715 in Magdeburg) war Juwelier und Händler, Bürger der Französischen Kolonie zu Magdeburg und Kirchenvorsteher (Ancien) der Französisch-Reformierten Kirche.

## Leben
Moyse (Moses) Garrigue (genannt „der Ältere“ zur Unterscheidung von seinem Großneffen gleichen Namens (Moyse Garrigue)), war der jüngste von sechs Kindern der Hugenotten Jean de la Garrigue (* um 1610 im Languedoc; † nach 1670 in Holland) und Elisabeth Rossignoll (* um 1615; † in Holland), aus zwei alten, adeligen französischen Familien im Languedoc. Das Wappen der Familie de la Garrigue ist erhalten und wurde noch lange benutzt. Es wird wie folgt blasoniert: „Schild waagerecht geteilt, im oberen Felde 2 gekreuzt Eicheln, im unteren 5 Eichbäume“. Die Eicheln und die Eichbäume geben unmittelbar den Inhalt des Namens Garrigue wieder.
Die Religionskriege des 17. Jahrhunderts zwangen Moyses Eltern aus Glaubensgründen das Land zu verlassen. Sie zogen mit dreien ihrer Kinder (den Töchtern Madelaine und Rachel sowie dem Prediger und Richter Jean Garrigue, dessen Sohn Matthieu zum Stammvater der amerikanischen Garrigue-Linie wurde) nach Holland, wo sie auch verstarben. Den im Lande verbliebenen, minderjährigen Kindern, Moyse und den anderen beiden Geschwistern (Pierre und Elisabeth) wurden Grundbesitz und Adelstitel entzogen. Sie wurden zu gewerbetreibenden Bürgern. Moyse erlernte das Handwerk eines Goldschmiedes. 
Nach Aufhebung der Religionsfreiheit (Edikt von Nantes), floh auch der 23-jährige Moyse Garrigue, 1686 aus Mazamet im Languedoc, Frankreich nach Deutschland. Er folgte der Einladung des Großen Kurfürsten nach Brandenburg (Edikt von Potsdam vom 29. Oktober 1685). Mit Moyse zog sein 9-jähriger Neffe Jacques Garrigue, ein Sohn seines Bruders Pierre. Auch Pierre selbst floh aus Mazamet, jedoch nur bis Vaucluse, im nahen Herzogtum Orange, das damals noch nicht unter der französischen Krone stand. Moyse zog über Bayreuth zunächst nach Halle (Saale). Noch in Bayreuth heiratete er (am 26. April 1688) die Hugenottin Justine Vacher (* 1663 in Grenoble); die Ehe blieb kinderlos. In Halle überließ ihm, ebenfalls 1688, die Kurfürstliche Regierung von Brandenburg, zur Einrichtung eines Juweliergeschäftes ein abgabenfreies, leeres Haus. Aus unbekannten Gründen schlug Moyse Garrigue das Angebot aus und ging Ende des Jahres 1688 nach Magdeburg, wo er noch im gleichen Jahr Bürger der Französischen Kolonie Magdeburg wurde.
Moyse Garrigue verstarb 1715, mit nur 52 Jahren, in der Französischen Kolonie zu Magdeburg hoch geachtet. Seine Witwe Justine Vacher verzog 1724 nach Prenzlau zu ihrer Nichte Marthe Pages (einer Tochter von Moyses Bruders Pierre, aus der Ehe mit Isabeau Martel). Dort verstarb sie am 25. Mai 1729.

## Aktivitäten und öffentliche Wirksamkeit
Der Juwelier Moyse Garrigue scheint sein Vermögen aus Frankreich gerettet und nach Brandenburg mitgebracht zu haben. Es ermöglichte ihm die Eröffnung eines Juweliergeschäftes und brachte die rasche Anerkennung als Bürger. 1692 kaufte er, gemeinsam mit den Brüdern Menadier für 1145 Taler das Haus Altenmarkt 30.
Sein Neffe Jacques Garrigue erlernte in seinem Juweliergeschäft das Handwerk des Onkels, das er später außerhalb Magdeburgs noch vervollkommnete. Als „marchand-jouaillier“ (Händler und Goldschmied), wie Moyse in der Bürgerrolle genannt wird, betrieb er auch Handel, der sich wahrscheinlich auf Gold und Edelsteine bezog.
Daneben galt Garrigues besonderes Interesse der Französisch-Reformierten Kirchengemeinde. Ihr Anliegen, recht bald zu einem eigenen Kirchengebäude in Magdeburg zu kommen, unterstützte er im öffentlichen, wie im privaten Bereich. Am 1. April 1695 wurde er zum Vorsteher der Kirche (Ancien) gewählt. Garrigue engagierte sich auch aktiv und mit Eifer für öffentliche Aufgaben und Angelegenheiten der Französischen Kolonie. Dafür wandte er Zeit und Geld auf. So führte er 1699, im Namen der Kolonie Gespräche mit der kurfürstlichen Behörde in Berlin. Auf dieser Reise begleitete ihn sein Neffe Jacques und zwei Diener.
Schon im Jahre 1710 zog sich Moyse Garrigue (der Ältere) aus seinem Geschäft zurück und übergab es, da er keine leiblichen Kinder hatte, zusammen mit dem Hause seinem Neffen Jacques. Später kam zu Jacques noch sein Halbbruder Jean als Kompagnon hinzu, der 1713 aus Orange nachgereist kam und ebenfalls Goldschmiedemeister (maître orfèvre) war. Moyse Garrigue hatte sich ein neues Haus auf der Goldschmiedebrücke erbaut. Das Juweliergeschäft wurde in dritter Generation von Jacques Garrigue an seinen Sohn Moyse vererbt.